# Bendik Singers (album)
Bendik Singers er et album af Bendik Singers, udgivet i 1974. Dette er sanggruppens første og sidste album.

## Spor
| #   | Titel                                 | Længde |
| --- | ------------------------------------- | ------ |
| 1.  | "Kom (He)"                            | 3:41   |
| 2.  | "Sangen Han Sang Var Min Egen"        | 4:43   |
| 3.  | "Du Er Sommer (Du Sier Aldri Nei)"    | 3:04   |
| 4.  | "Regn, Regn"                          | 4:16   |
| 5.  | "Ingen Ler"                           | 3:04   |
| 6.  | "I En Vals Med Deg"                   | 2:45   |
| 7.  | "Afrotid"                             | 5:00   |
| 8.  | "Når Jeg Har En Drøm"                 | 3:03   |
| 9.  | "Å For Et Spill"                      | 2:18   |
| 10. | "Snu Deg Med Vinden"                  | 2:49   |
| 11. | "Hvem Er Den Neste På Listen - Anne?" | 2:25   |
| 12. | "Bli En Stund"                        | 3:28   |